# Maison d'Hogarth
La maison d'Hogarth est une demeure historique britannique située à Chiswick, dans le borough londonien de Hounslow, ayant appartenu à l'artiste William Hogarth à la fin de sa vie. Elle est devenue un musée monographique en 1904 et un monument classé depuis 1997.

## Histoire
Au milieu du XVIIIe siècle, Chiswick est un village située à près de 12 km de Leicester Square et Covent Garden (Londres), lieux où William Hogarth a ses habitudes : logement, atelier de gravure et de peinture, public house, cafés, théâtres, etc.
En 1749, Hogarth, la cinquantaine, décide d'acheter une maison de campagne à Chiswick. On ignore le prix qu'il paya au fils du pasteur George Andreas Ruperti, lequel s'en servait comme lieu de villégiature. C'est un bâtiment en briques de deux étages comprenant six pièces avec un peu de terrain ; au fond du jardin, Hogarth aménage un atelier. Il partage ce logis avec son épouse Jane, sa belle-mère, sa propre sœur et ses cousins, dont Mary Lewis, qui devient son assistante.
Hogarth s'y installe définitivement à partir du printemps 1763, déjà malade et particulièrement remonté contre la vie intellectuelle londonienne. C'est là qu'il meurt le 26 octobre 1764. Il est enterré dans le petit cimetière voisin, attenant à l'église Saint-Nicolas (en).
La maison reste dans la famille jusqu'à la mort de sa cousine Mary Lewis en 1808. Elle appartient ensuite au poète et traducteur Henry Francis Cary jusqu'en 1833. Elle est ensuite achetée par la famille Wickstead qui part vivre en Australie et qui la loue. Dans les années 1860, elle est occupée par un acteur, Newton Treen Hicks.
Un certain Alfred Dawson, en voisin, la rachète en 1890 et la restaure, puis décide de la revendre en 1901. Du fait de la construction d'importantes routes, la maison est promise à la destruction. Une vaste campagne de sauvegarde est alors orchestrée au nom de l'Association des amis d'Hogarth, entre autres par le peintre Whisler, grand admirateur d'Hogarth, campagne qui échoue à réunir assez d'argent. Cependant, la maison est finalement rachetée par le colonel Robert William Shipway, sensible aux arguments de l'association. Il s'entoure de l'architecte Frederick William Peel et d'Henry Austin Dobson, meilleur spécialiste d'Hogarth de son temps, pour redonner à la maison son apparence du XVIIIe siècle et un ensemble de meubles de style georgien, dont de nombreuses répliques. Il ouvre les lieux en 1904 aux publics.
Par testament, Shipway lègue la maison au comté de Middlesex ; depuis 1965, le borough londonien de Hounslow en est la tutelle.
Endommagée au début de la Seconde Guerre mondiale, elle rouvre aux publics en 1951.
En 1997, l'intérieur est réaménagé à l'occasion du tricentenaire de la naissance de l'artiste.
En 2008, un nouveau réaménagement intérieur est organisé mais un incendie se déclare en août 2009, cependant que la maison était entièrement vide. Grâce à la fondation rattachée à la National Lottery et quelques donateurs, la maison Hogarth peut rouvrir en novembre 2011, la cérémonie étant menée par Dara Ó Briain.
En 2014, une importante exposition y est organisée dans le cadre du 250e anniversaire de la mort d'Hogarth, réunissant des contributions artistiques de Quentin Blake, Harry Hill, Jacqueline Wilson, Cath Kidston, Peter Blake et Joanna Lumley.

## Accès et conservation
L'accès se fait facilement via la route A4 Londres-Bristol. L'entrée est gratuite, du mardi au dimanche, de midi à 17 h.
On peut y admirer, outre de nombreux objets, des gravures d'Hogarth dont les suites La Carrière d'une prostituée, La Carrière d'un libertin et Marriage A-la-Mode.
Le jardin comprend un vieux mûrier datant du XVIIe siècle.